# Комер, Анжанетт

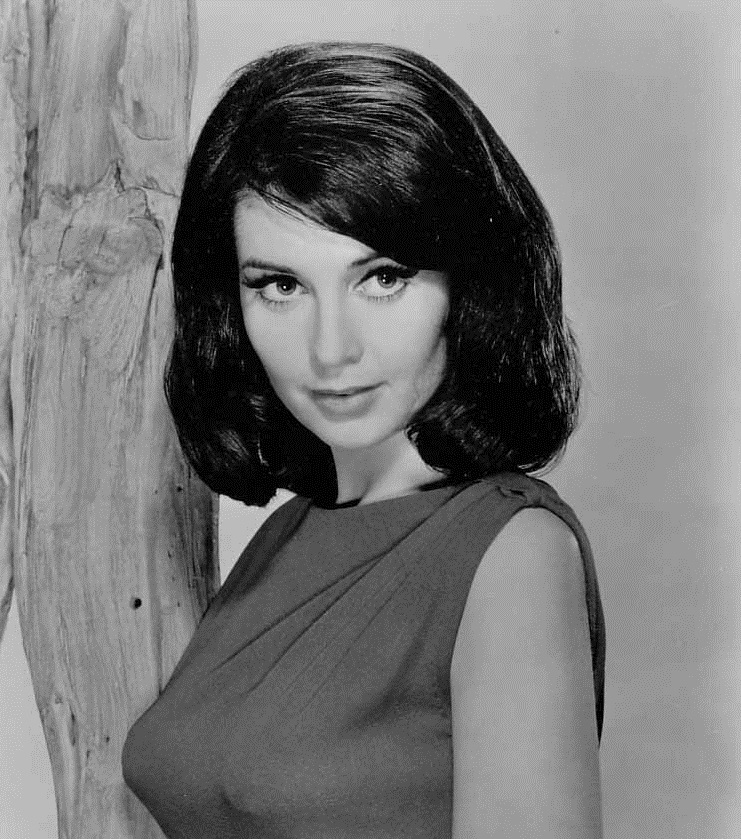
Фото 1965 г.

Анжане́тт Ко́мер (англ. Anjanette Comer; род. 7 августа 1939, Досон, Техас) — американская актриса кино и телевидения.

## Биография
Анжанетт Комер родилась 7 августа 1939 года в городке Досон (штат Техас, США). Отца звали Рафас Франклин, мать — Ноула (до брака — Делл). Комер окончила старшую школу в родном городке, после чего сразу, в начале 1960-х годов, уехала в Калифорнию, где посещала курсы актёрского мастерства при театре Пасадины. С 1962 года начала сниматься в телесериалах, с 1964 года — в кинофильмах. После 1977 года карьера актрисы заметно пошла на спад: она стала появляться в кино и на телевидении гораздо реже; сама она утверждала, что виной этому был её брак.
Личная жизнь
4 сентября 1976 года Комер вышла замуж за сценариста Роберта Клейна (род. 1941). 24 октября 1983 года последовал развод, детей у пары не было.

Также известно, что до этого брака актриса некоторое время была в очень серьёзных отношениях с известным актёром, сценаристом, преподавателем и режиссёром Уолтером Кёнигом.

## Номинации
- 1964[англ.] — Прайм-таймовая премия «Эмми» в категории «Лучшая актриса второго плана» за роль в сериале «Арест и суд[англ.]»[8].
- 1966 — премия журнала Photoplay в категории «Самая многообещающая новая звезда».
- 1967 — Western Heritage Awards в категории «Лучший фильм» за роль в фильме «Аппалуза»[англ.] (совместно с режиссёром, сценаристом и двумя актёрами).

## Избранная фильмография
За свою кинокарьеру длиной 49 лет (с заметными перерывами, 1962—2011) Анжанетт Комер снялась в 62 кино- и телефильмах и телесериалах.

### Широкий экран
- 1965 — Незабвенная / The Loved One — Эйми Танатогенус
- 1966 — Аппалуза[англ.] / The Appaloosa — Трайни
- 1967 — Отстранение[англ.] / Banning — Кэрол Линдкист
- 1968 — Битва в Сан-Себастьяне[фр.] / La Bataille de San Sebastian — Кинита
- 1970 — Кролик, беги[англ.] / Rabbit, Run — Рут Леонард Байер
- 1972 — Ночь 1000 котов[исп.][9] / La noche de los mil gatos — Кэти
- 1973 — Малыш / The Baby — Энн Джентри, соцработник
- 1977 — Распродажа[англ.] / Fire Sale — Мэрион Фикас
- 1992 — Мир иной / Netherworld — миссис Палмер
- 1995 — Там, внутри / The Underneath — миссис Чамберс

### Телевидение
- 1962 — Три моих сына[англ.] / My Three Sons — Джени Стемпел (в эпизоде Heat Wave[англ.])
- 1962 — Шоу Донны Рид / The Donna Reed Show — Барби (в эпизоде The Winning Ticket)
- 1963 — Дымок из ствола / Gunsmoke — Кейра Майлс (в эпизоде Carter Caper[англ.])
- 1963 — Бен Кейси / Ben Casey — Джун (в эпизоде My Love, My Love[англ.])
- 1963 — Арест и суд[англ.] / Arrest and Trial — Аннабелль Селински (в эпизоде Journey into Darkness)
- 1964 — Доктор Килдейр[англ.] / Dr. Kildare — Кэрол Монтгомери (в 2 эпизодах[англ.])
- 1964 — Бонанза / Bonanza — Джоан Уингейт (в эпизоде Love Me Not[англ.])
- 1964 — В бою[англ.] / Combat! — Аннетт (в эпизоде Weep No More[англ.])
- 1969, 1971 — Любовь по-американски[англ.] / Love, American Style — разные роли (в 3 эпизодах[англ.])
- 1970 — Потом пришёл Бронсон[англ.] / Then Came Bronson — Виа Сэмос (в эпизоде What's an Ark Without Centaurs?)
- 1970 — Отряд «Стиляги»[англ.] / The Mod Squad — Билли (в эпизоде The Long Road Home[англ.])
- 1972 — Коломбо / Columbo — Дженифер Уэллс (в эпизоде Étude in Black)
- 1972 — Менникс[англ.] / Mannix — Джина Хантер, она же Марго Мур (в эпизоде Broken Mirror[англ.])
- 1972—1973 — Доктор Симон Локе[англ.] / Dr. Simon Locke — разные роли (в 2 эпизодах)
- 1973 — Поиск[англ.] / Search — Анне Раман (в эпизоде Goddess of Destruction)
- 1974 — Полицейская история[англ.] / Police Story — Константина (в 2 эпизодах[англ.])
- 1975 — Петрочелли[англ.] / Petrocelli — Мэри Торп (в эпизоде A Lonely Victim)
- 1975 — Гарри О.[англ.] / Harry O — Грейс Дювалл (в эпизоде Shades)
- 1975 — Спецназ / S.W.A.T. — Элайша Вудуорд (в эпизоде Strike Force[англ.])
- 1975 — Варварский берег[англ.] / Barbary Coast — Мэри Луиза (в эпизоде The Day Cable Was Hanged)
- 1976 — Баретта / Baretta — детектив Энн Харли (в эпизоде Dear Tony[англ.])
- 1977 — Под покровом ночи / Dead of Night — Алексис (в новелле No Such Thing as a Vampire)
- 1980 — Барнаби Джонс[англ.] / Barnaby Jones — Вивьен Харпер (в эпизоде The Silent Accuser[англ.])
- 1982 — Длинное лето Джорджа Адамса[англ.] / The Long Summer of George Adams — Венайда
- 1986 — Майк Хаммер[англ.] / Mickey Spillane's Mike Hammer — Тони Корделл (в эпизоде Mike's Baby[англ.])
- 1988 — Отель / Hotel — Мэгги (в эпизоде Double Take)
- 1991 — Джейк и Толстяк[англ.] / Jake and the Fatman — разные роли (в 3 эпизодах[англ.])
- 1992 — Перри Мейсон: Дело безрассудного Ромео[англ.] / Perry Mason: The Case of the Reckless Romeo — Нора Тёрнер
- 1995 — Улицы Ларедо / Streets of Laredo — Бола (в 2 эпизодах)
- 1999 — Профайлер / Profiler — Барбара Хенкли (в эпизоде Spree of Love[англ.])
- 1999 — Практика / The Practice — монахиня (в эпизоде Closet Justice)
- 2002 — История пенсильванских шахтёров[англ.] / The Pennsylvania Miners' Story — Сью Ангер